# نهر روتشورو

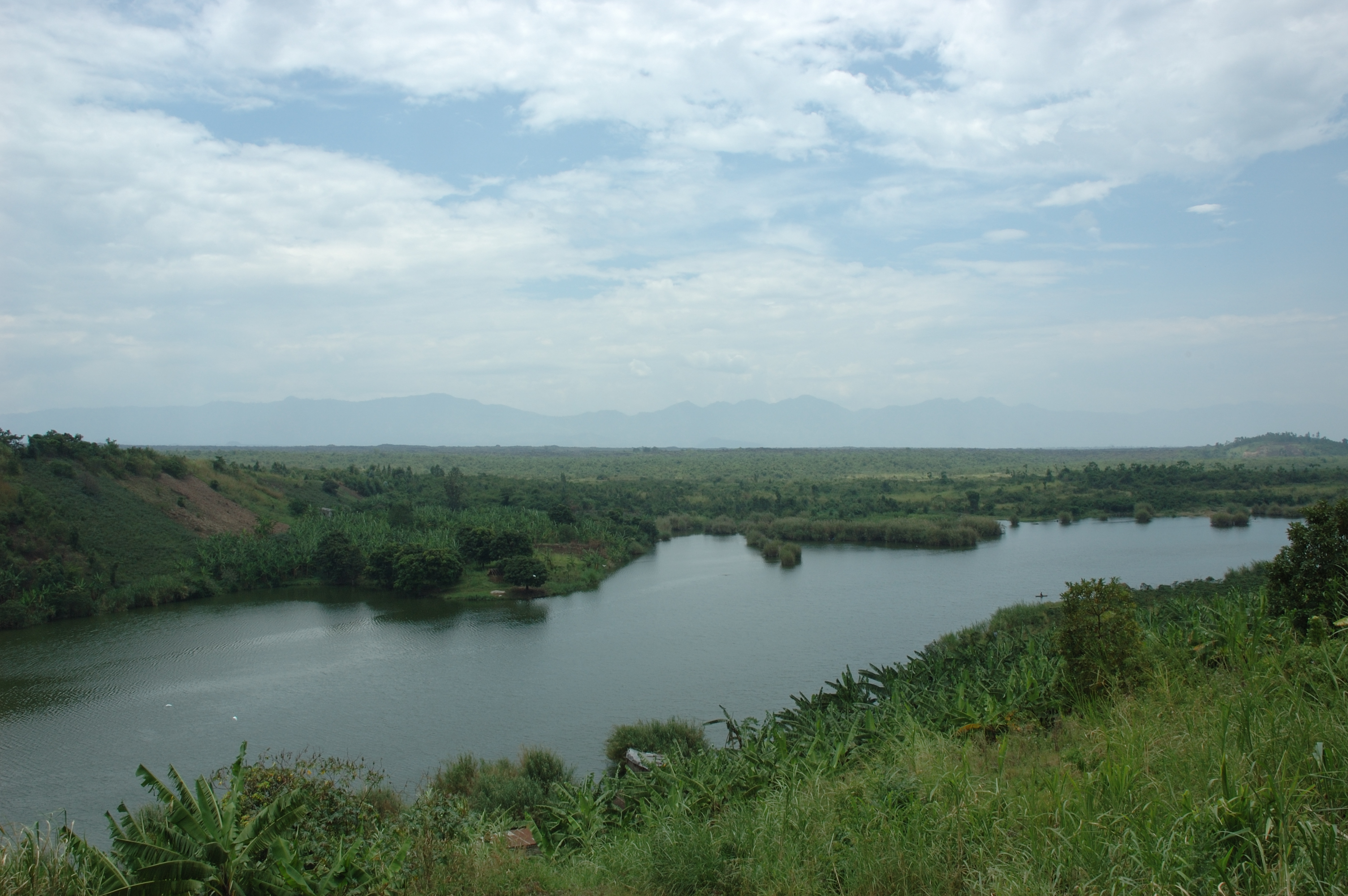
نهر روتشورو

نهر روتشورو هو نهر في شرق جمهورية الكونغو الديموقراطية والذي يصب في بحيرة موتاندا في سفوح جبال فيرونجا في أوغندا، ويصب شمالا في بحيرة إدوارد 	ويمتد داخل محافظة كيفو الشمالية .

## المسار
يعتبر نهر روتشورو أعلى منبع لنهر النيل.
بحيرة بونفونفي (Bunyonyi) والذي يصل ارتفاع سطحها إلى 1962 متر (6437 قدم) والتي يتم تغذيتها من نهر (Kabirita) في رواندا ومن العديد من المنابع الموجوده في التلال المحيطة. والتي تصل ارتفاعها من 2200 متر (7200 قدم) إلى 2478 متر (8130 قدم). وتصب بحيرة بونفونفي (Bunyonyi) في مستنقع (Ruhuhuma)في الشمال. 

ويصب الجزء الشرقي من هذا المستنقع في المجرى العلوي من نهر إيشاشا. بينما يصب الجزء الغربي في بحيرة موتاندا.
وكانت تعتبر بحيرة كيفو في وقت سابق جزء من نهر روتشورو. ولكن الثورات البركانية في نهاية العصر البليوسيني أنشأت جبال فيرونجا التي أغلقت هذا الجزء من النهر. وارتفع الماء داخل هذا الجزء من الحوض مكوّنا بحيره كيفو، التي تصب في بحيرة تنجانيقا.
ويمر النهر على حديقة فيرونجا الوطنية. ويلتقي نهر روتشورو مع نهر إيشاشا مع نهر رويندي ليُشكّلوا مستنقعات ومراعي جنوب بحيره (Rutanzige).

ويعتبر النهر موطنا لحيوانات فرس النهر. ففي عام 2007 كان يوجد أكثر من 115 فرس نهر لكل كيلومتر من السافانا والأعشاب السهلية على طول نهر روتشورو.
ويجري الآن نقاش حول إمكانية إقامة سدود على النهر. ومدى تأثيرها على البيئة المحيطة بها.